# آتنز (مینه‌سوتا)
آتنز (به انگلیسی: Athens) یک منطقهٔ مسکونی در ایالات متحده آمریکا است که در شهرستان ایسانتی، مینه‌سوتا واقع شده‌است. آتنز ۲۸۱٫۹۴ متر بالاتر از سطح دریا واقع شده‌است.